# 卡爾基斯區
6°54′38″S 79°03′11″W / 6.9105°S 79.0531°W
卡爾基斯區（西班牙語：Distrito de Calquis），是秘魯的一個區，位於該國北部卡哈馬卡大區的聖米格爾省，始建於1965年3月19日，面積339平方公里，海拔高度2,855米，2005年人口4,694，人口密度每平方公里14人。